# HMS Irresistible (1782)
Pour les autres navires du même nom, voir HMS Irresistible.
Le HMS Irresistible est un vaisseau de 74 canons de classe Albion en service dans la Royal Navy entre 1782 et 1806.

## Conception et construction
Le HMS Irresistible est le cinquième et dernier navire lancé de la classe Albion. Il est construit à Harwich et lancé le 6 décembre 1782.

## Service actif
Le HMS Irresistible combat au sein de la flotte du contre-amiral Hood lors de la bataille de Groix.
Le 14 février 1797, il est l'un des quinze vaisseaux de John Jervis à la bataille du cap Saint-Vincent. Après la bataille, Horatio Nelson quitte le HMS Captain et porte sa marque sur le HMS Irresistible commandé par le capitaine George Martin. Après être allé faire relâche dans l'embouchure du Tage, Nelson patrouille en Atlantique à la tête d'une division composée des HMS Irresistible, Zealous, Culloden et Minerve pour intercepter trois vaisseaux sous les ordres du vice-roi du Mexique. En avril 1797, Nelson quitte le navire. Le 26 avril, en compagnie de la frégate HMS Emerald, le HMS Irresistible capture deux frégates espagnoles (en).
Le HMS Irresistible est démoli en 1806.